# Johannes Rupp (homme politique, 1864)
Pour les articles homonymes, voir Johannes Rupp (homme politique, 1903) et Rupp.
Johannes Rupp, également Johan Rupp (né le 7 août 1864 à Reihen et mort le 24 juillet 1943 dans la même ville) est un fermier badois, maire et député du Reichstag.

## Biographie
Rupp a fréquenté l'école élémentaire en série de 1871 à 1874 et le collège supérieur de Sinsheim jusqu'en 1879. Il a servi de 1884 à 1887 au 109e régiment de grenadiers à Karlsruhe et devient sous-officier en 1887. À partir de 1888, il est agriculteur et à partir de 1900 maire de Reihen.
De 1907 à 1918, il est député du Reichstag pour la 13e circonscription du grand-duché de Bade (Bretten, Sinsheim (de)) avec la Fédération des agriculteurs
Johannes (1903-1978), le fils de Rupp, est député du Reichstag pour le NSDAP de 1930 à 1933.